# 태풍 우딥 (2025년)
태풍 우딥(영어: Tropical Storm Wutip)은 2025년 북서태평양에서 발생한 제1호 태풍이다. 6월 11일 오전 9시경 필리핀 다낭 동쪽 약 580km 해상에서 발생했으며, 발생 당시 중심 최대 풍속은 초속 20m, 크기는 소형이었다.
2025년 6월 12일 오전 기준으로는 다낭 북동쪽 약 260km 해상에 위치해 있었고, 이후 북동진하며 중국 남부에 상륙할 것으로 예상되었다. 15일 오전까지 태풍의 세력을 유지한 뒤 열대저압부로 약화되어 소멸할 것으로 전망되었다.
대한민국에 직접적인 영향을 줄 가능성은 낮았으나, 태풍이 소멸하면서 발생한 수증기가 중국 내륙에서 유입될 경우 6월 15일부터 16일 사이 한반도 강수량 증가에 영향을 줄 수 있다는 관측이 제기되었다.
우딥은 1951년 이후 태풍 통계 집계 이래 다섯 번째로 첫 태풍 발생이 늦은 해에 해당하며, 6월에 첫 태풍이 발생한 것은 2016년 이후 9년 만이다. 일반적으로 한 해 첫 태풍은 평균적으로 5월 이전에 발생하며, 이 시점까지 2~3개의 태풍이 발생하는 것이 통상적이다.
‘우딥(Wutip)’이라는 이름은 마카오에서 제출한 명칭으로, 광둥어로 ‘나비’를 뜻한다.

## 같이 보기
- 2025년 태풍